# 라무
라무(Lamu)는 케냐 라무 섬에 위치한 작은 마을로, 라무 구의 행정 중심지이며 2001년 구 시가지가 유네스코가 지정한 세계유산으로 선정되었다.
14세기 때 마을이 처음 형성되었고 스와힐리족이 세운 건축물들이 많이 남아 있다. 동아프리카에서 가장 오래된 마을로 꼽힌다. 경제는 노예 무역이 주를 이루었으며 1907년 폐지될 때까지 지속되었다. 라무 항에서는 상아와 코뿔소 뿔, 거북이 등껍질, 맹그로브 등을 수출했는데 주로 중동과 인도로 수출되었다.

## 기후
| Lamu의 기후                             | Lamu의 기후 | Lamu의 기후 | Lamu의 기후 | Lamu의 기후 | Lamu의 기후 | Lamu의 기후 | Lamu의 기후 | Lamu의 기후 | Lamu의 기후 | Lamu의 기후 | Lamu의 기후 | Lamu의 기후 | Lamu의 기후 |
| 월                                      | 1월         | 2월         | 3월         | 4월         | 5월         | 6월         | 7월         | 8월         | 9월         | 10월        | 11월        | 12월        | 연간        |
| --------------------------------------- | ----------- | ----------- | ----------- | ----------- | ----------- | ----------- | ----------- | ----------- | ----------- | ----------- | ----------- | ----------- | ----------- |
| 일평균 최고 기온 °C (°F)                | 30.9 (87.6) | 31.3 (88.3) | 32.1 (89.8) | 31.1 (88.0) | 29.0 (84.2) | 28.0 (82.4) | 27.4 (81.3) | 27.5 (81.5) | 28.3 (82.9) | 29.5 (85.1) | 30.8 (87.4) | 31.2 (88.2) | 29.8 (85.6) |
| 일평균 최저 기온 °C (°F)                | 24.5 (76.1) | 24.7 (76.5) | 25.5 (77.9) | 25.6 (78.1) | 24.5 (76.1) | 23.7 (74.7) | 23.2 (73.8) | 23.1 (73.6) | 23.5 (74.3) | 24.3 (75.7) | 24.6 (76.3) | 24.6 (76.3) | 24.3 (75.7) |
| 평균 강우량 mm (인치)                   | 6 (0.2)     | 4 (0.2)     | 25 (1.0)    | 130 (5.1)   | 329 (13.0)  | 164 (6.5)   | 75 (3.0)    | 40 (1.6)    | 39 (1.5)    | 40 (1.6)    | 39 (1.5)    | 28 (1.1)    | 919 (36.3)  |
| 평균 강우일수                           | 1           | 1           | 3           | 10          | 15          | 15          | 11          | 8           | 7           | 5           | 6           | 3           | 85          |
| 출처: World Meteorological Organization |             |             |             |             |             |             |             |             |             |             |             |             |             |

## 등록 기준
라무 구 시가지는 다음과 같은 세계유산 선정 기준을 충족하는 점에서 선정되었다.
- II. 일정한 시간에 걸쳐 혹은 세계의 한 문화권 내에서 건축, 기념물 조각, 정원 및 조경 디자인, 관련 예술 또는 인간 정주 등의 결과로서 일어난 발전 사항들에 상당한 영향력을 행사한 유산.
- IV. 가장 특징적인 사례의 건축 양식으로서 중요한 문화적, 사회적, 예술적, 과학적, 기술적 혹은 산업의 발전을 대표하는 양식.
- VI. 역사적 중요성이나 함축성이 현저한 사상이나 신념, 사진이나 인물과 가장 중요한 연관이 있는 유산.

## 사진

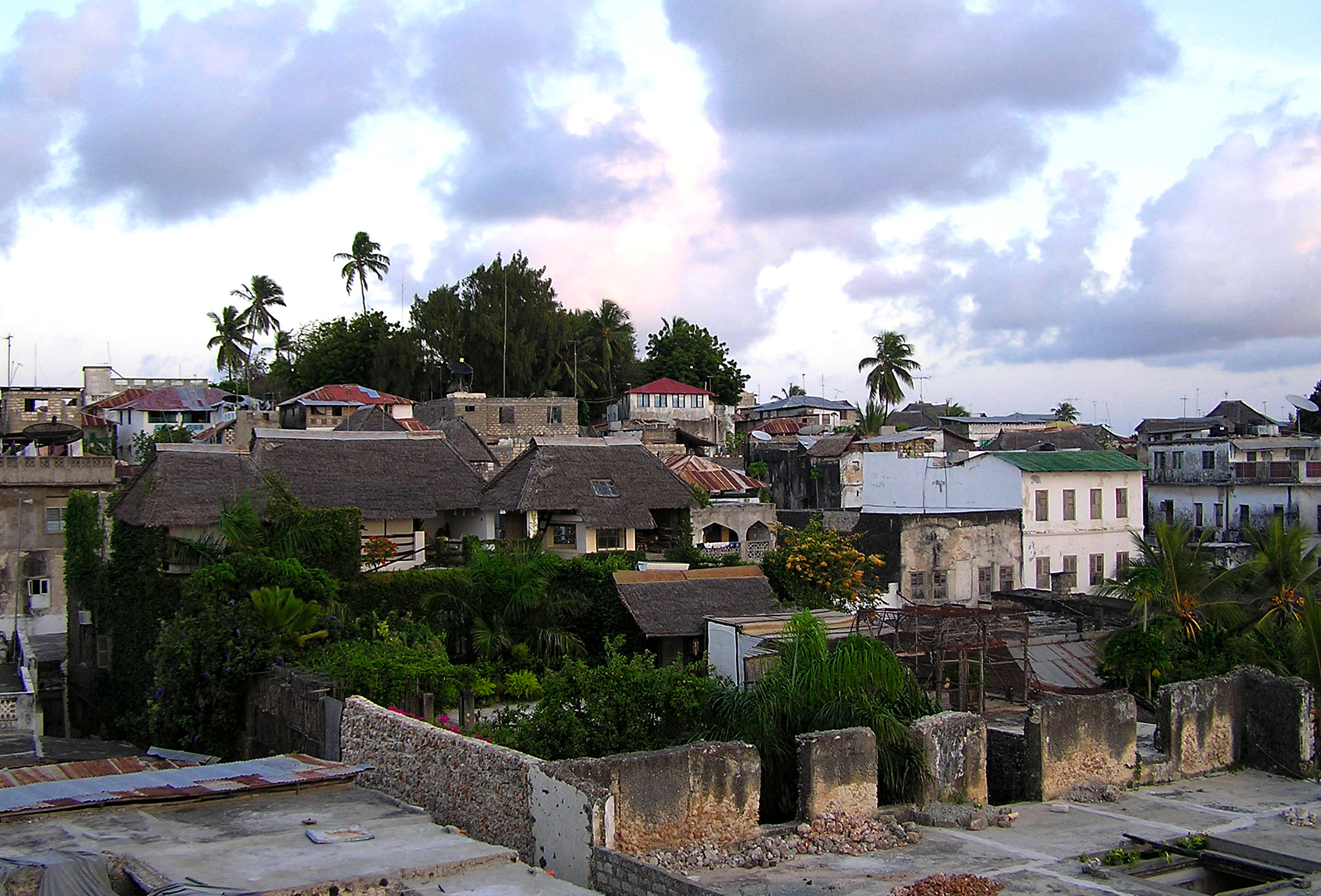
라무 시가지
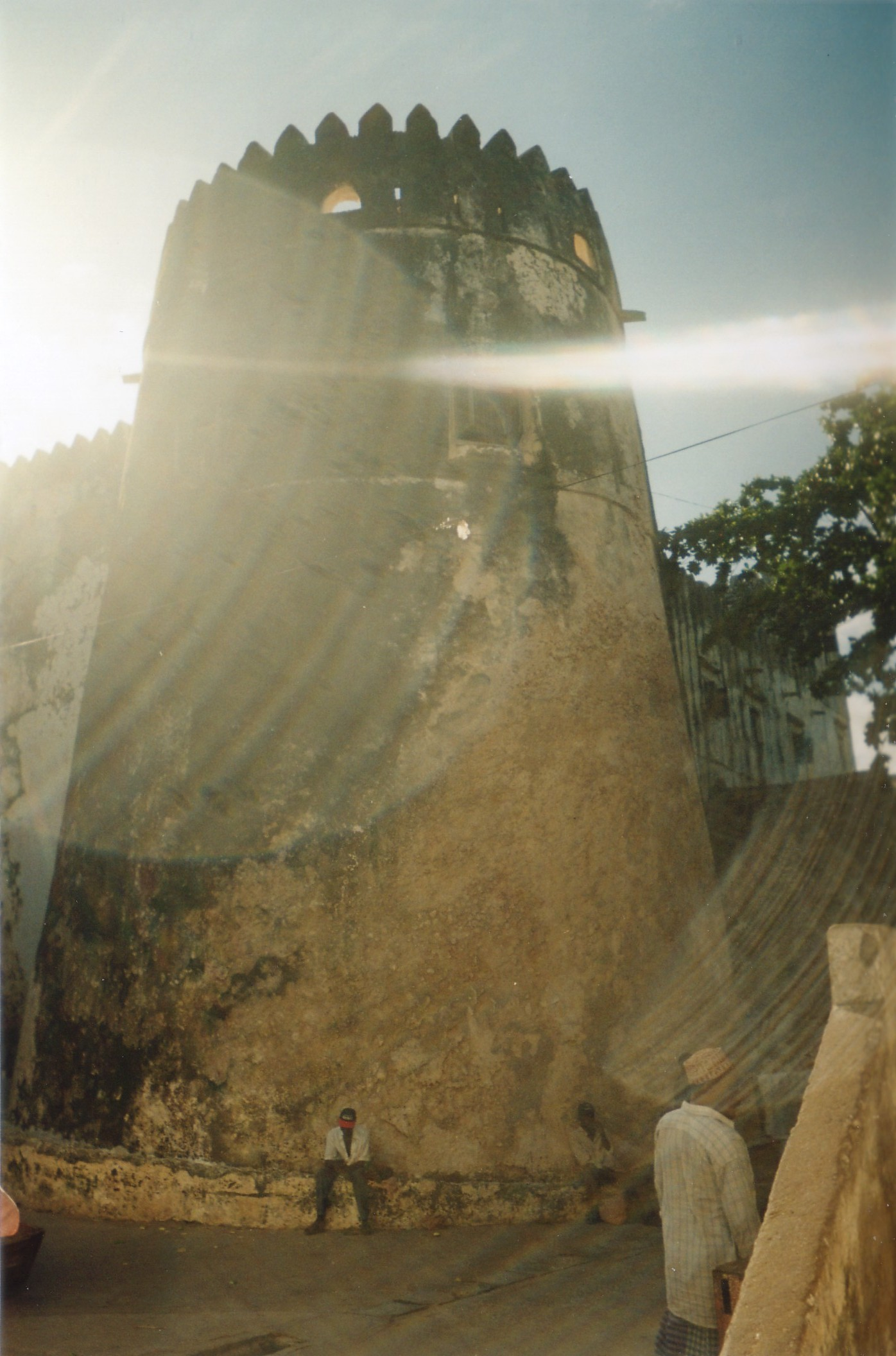
라무 요새
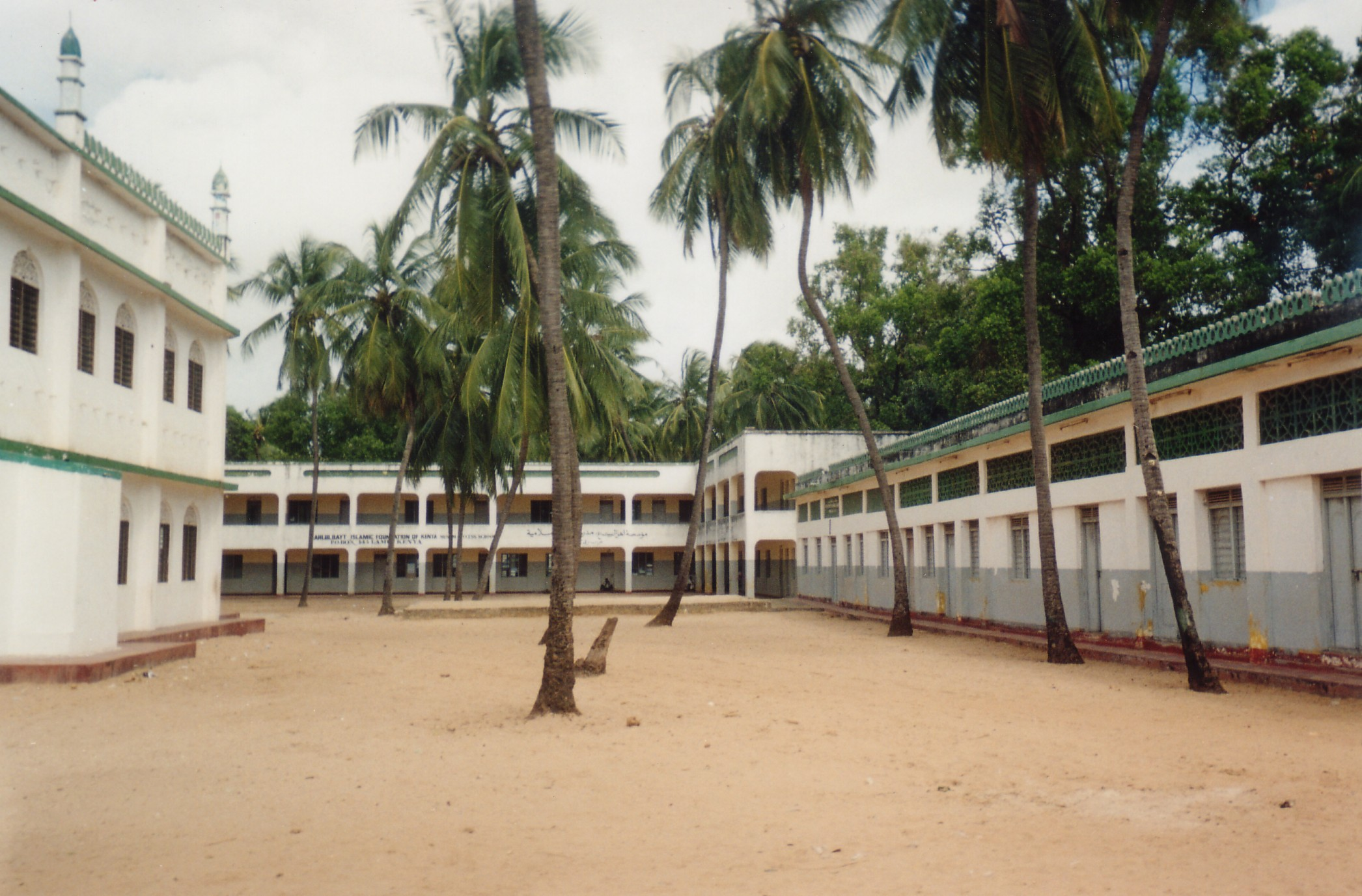
라무 리야다 모스크